# Омбудсмен
О́мбудсме́н (от древнескандинавского umboð «полномочие», «поручение») — гражданское или в некоторых государствах должностное лицо, на которое возлагаются функции контроля соблюдения справедливости и интересов определённых граждан в деятельности органов исполнительной власти и должностных лиц. Официальные названия должности в разных странах различаются.
Впервые должность парламентского омбудсмена учреждена риксдагом Швеции в 1809 году согласно принятой в этом году конституции (Форме правления).
Долгое время идея создания должности омбудсмена не принималась в других правовых системах, кроме шведской. Однако с течением времени пост омбудсмена был введён по шведскому образцу и в других странах Северной Европы — в 1919 году в Финляндии, в 1952 году в Норвегии, а годом позже в Дании. Первым неевропейским государством, введшим должность омбудсмена, стала Новая Зеландия в 1962 году, первым социалистическим — Польша (1987). В настоящее время уже в 100 странах всего мира омбудсмены занимают свои должности.
Существуют различные виды омбудсменов в зависимости от того, какие виды деятельности или соблюдение каких прав контролирует омбудсмен. Например, могут существовать уполномоченные по правам человека, по защите прав детей, по защите прав бизнеса и предпринимателей, по защите прав СМИ, финансовые омбудсмены, омбудсмены по контролю цен и т. д.

## Омбудсмены

### Австрия
Омбудсмен в Австрии — институт омбудсмена существует с 1977 года, а законодательно должность введена с 1981 года.

### Азербайджан
Комиссар по правам человека Азербайджанской Республики — 28 декабря 2001 года Милли Меджлис Азербайджана принял Конституционный закон об Уполномоченном по правам человека (Омбудсмен) Азербайджана.

### Гамбия
Омбудсмен Гамбии — государственный служащий в западноафриканском государстве Гамбия. На омбудсмена возложена функция расследования заявлений о ненадлежащем управлении, бесхозяйственности, коррупции, дискриминации, а также о соблюдении прав человека и защите основных прав граждан. В соответствии с конституцией Гамбии, которая вступила в силу после референдума в январе 1997 года, функции омбудсмена были предусмотрены в главах X § 163, 164 и 165. В мае 1999 года президент Гамбии назначил первого омбудсмена.

### Германия
Военный комиссар германского бундестага — должность была создана в 1956 году в качестве вспомогательного органа бундестага по осуществлению парламентского контроля над бундесвером.

### Дания
- Омбудсмен Фарерских островов[дат.] — является верховным представителем королевства Дания на Фарерских островах и связующим звеном между самоуправлением Фарерских островов и властями Дании, должность омбудсмена была введена законом об автономии Фарерских островов в 1948 году.
- Омбудсмен в Гренландии[дат.] — является верховным представителем королевства Дания в Гренландии и связующим звеном между самоуправлением Гренландии и властями Дании в соответствии с законом о самоуправлении в большей части автономной Гренландии.

### Европейский союз
Европейский уполномоченный по правам человека (иногда называемый Европейский омбудсмен или Евроомбудсмен) — уполномоченный по правам человека Европейского союза; должность, введённая Маастрихтским договором в 1993 году. Он уполномочен принимать жалобы от граждан Союза, физических или юридических лиц, резидентов государств-членов на неудовлетворительное качество деятельности институтов или учреждений Союза.

### Кыргызстан
Акыйкатчы (омбудсмен) Киргизской Республики действует согласно статье 108 Конституции Киргизской Республики и Закону Киргизской Республики «Об Омбудсмене (Акыйкатчы) Кыргызской Республики». Первый омбудсмен был избран 21 ноября 2002 года и принял присягу 13 декабря 2002 года на сессии Жогорку Кенеша Киргизской Республики.

### Латвия
Омбудсмен (латыш. Tiesībsargs, буквально «правоохранитель») назначается Сеймом на пять лет (изначально — на четыре). Согласно 4 статье «Закона об Омбудсмене», омбудсмен полностью независим и повинуется лишь закону, абсолютно любой персоне или институции запрещено влиять на исполнение им своих функций и задач. Омбудсмен не может состоять ни в какой из политических партий, ему дан иммунитет от уголовного преследования. С 1995 до начала 2007 года действовало Государственное бюро по правам человека.

### Литва
Уполномоченный по защите прав детей Литовской Республики. Институт уполномоченного по правам ребёнка был учрежден в соответствии с Законом о Сейме от 25 мая 2000 года.

### Молдавия
Омбудсмен (Парламентский адвокат) в Молдавии назначается распоряжением Парламента Молдавии на основании статьи 4, частей 1 и 2 статьи 5, части) статьи 6 и пунктов d) и е) части 1 статьи 9 Закона о парламентских адвокатах № 1349-XIII от 17 октября 1997 года.

### Нагорно-Карабахская Республика
Защитник прав человека Нагорно-Карабахской Республики или Омбудсмен Нагорно-Карабахской Республики — независимое должностное лицо, осуществляющее защиту нарушенных государственными органами, органами местного самоуправления и должностными лицами прав и свобод человека и гражданина в непризнанной Нагорно-Карабахской Республике. Институт омбудсмена НКР был сформирован 16 апреля 2008, когда был избран парламентом Нагорного Карабаха омбудсмен республики в соответствии с Конституцией НКР.

### Намибия
Омбудсмен Намибии — в соответствии с Конституцией Намибии и Законом об омбудсмене (Закон N7 от 1990 года) омбудсмен выполняет четыре функции по запросу или поручению:
- защита прав человека;
- борьба с коррупцией;
- административные проблемы;
- проблемы охраны природы.

С 2009 года также есть омбудсмен по СМИ, который несет исключительную ответственность за сферу СМИ.

### Польша
Омбудсмен Польши, официально Уполномоченный по гражданским правам — независимая должность в Республике Польша, учреждённая 1 января 1988 года. Лицо, занимающее эту должность, занимается на высшем уровне защитой прав и свобод человека и гражданина Республики Польша. Полномочия и обязанности определяются Конституцией Польши и Законом, принятым Сеймом ПНР 15 июля 1987 года.

### Российская Федерация
- Уполномоченный по правам человека в Российской Федерации, назначается Государственной думой
- Уполномоченный при президенте Российской Федерации по правам ребёнка
- Уполномоченный по защите прав предпринимателей в России
- Уполномоченный по правам потребителей финансовых услуг (финансовый уполномоченный)

Должность финансового уполномоченного учреждена Федеральным законом от 4 июня 2018 года № 123-ФЗ «Об уполномоченном по правам потребителей финансовых услуг».
Финансовые уполномоченные назначается Советом директоров Банка России.
В качестве финансового уполномоченного выступают:
- главный финансовый уполномоченный;
- финансовые уполномоченные в сферах финансовых услуг.

### Узбекистан
Уполномоченный Олий Мажлиса Узбекистана по правам человека — должностное лицо, уполномоченное обеспечивать парламентский контроль за соблюдением законодательства о правах и свободах человека государственными органами, предприятиями, учреждениями, организациями и должностными лицами в Узбекистане. Должность учреждена в 1995 году. На восьмой сессии Олий Мажлиса Узбекистана, состоявшейся 24 апреля 1997 года, был принят закон «Об Уполномоченном Олий Мажлиса по правам человека (Омбудсмане)».

### Украина
- Уполномоченный Верховной Рады Украины по правам человека[укр.] — должностное лицо, осуществляющее парламентский контроль за соблюдением конституционных прав и свобод человека и гражданина на Украине. Должность введена с 1998 года (с даты опубликования в Ведомостях Верховной Рады Украины (ВВР), 1998, № 20, ст.99) Указом Президента Украины № 776/97-ВР от 23 декабря 1997 года[8].
- С 11 августа 2011 года на Украине введена должность Уполномоченного президента Украины по правам ребёнка[укр.][9].
- Уполномоченный президента Украины по делам крымскотатарского народа[укр.] — официально уполномоченное президентом Украины лицо, которое осуществляет государственные полномочия по обеспечению соблюдения конституционных прав крымскотатарского народа как коренного народа Украины, сохранения и развития его этнической, культурной, языковой и религиозной самобытности в составе Украины. Должность «Уполномоченный Президента Украины по делам крымскотатарского народа» была введена указом президента Украины № 656/2014 от 20 августа 2014 года.

### Хорватия
Омбудсмен в Хорватии — уполномоченный парламента Хорватии по защите конституционных и законных прав граждан в правовых спорах с государственной властью и органами, наделенными государственными полномочиями. Институт омбудсмена введен в хорватскую государственно-правовую систему Конституцией 1990 года, а конституционные положения, которые регулируют статус этой должности, менялись, расширяя компетенцию хорватского Уполномоченного по правам человека, то бишь усиливая его роль. Омбудсмен в Хорватии, в соответствии со статьёй 93 Конституции Хорватии, является уполномоченным хорватского парламента по пропаганде и защиты человеческих прав и свобод, закрепленных в принятых Республикой Хорватия Конституции и законах, а также международно-правовых актах, касающихся прав и свобод человека. Новый Закон о омбудсмене с 2012 года определил и расширил задачи этого института в области продвижения прав человека, отношений с общественностью, научно-исследовательской работы, институционального сотрудничества и взаимодействия с организациями гражданского общества и регулирует в законном порядке институциональное слияние государственного учреждения Центр по правам человека с целью усиления способности к просветительской работе в области прав человека.

### Швейцария
- Уполномоченный по правам человека в сфере финансовых услуг[нем.] — должность введена Законом о финансовых услугах (FIDLEG), который вступил в силу 1 января 2020 года[10].
- Контролёр цен[нем.] — должность уполномоченного по контролю за ценами, является ответственным за изучение и выявление возможных злоупотреблений в отношении цен на товары и услуги. Должность введена в декабре 1972 года и подчиняется федеральному Министерству экономики, образования и науки Швейцарии.

### Эстония
Должность омбудсмена по правам ребёнка в Эстонии была учреждена 19 марта 2011 года и на общегосударственном уровне возложена на канцлера юстиции. В столице Эстонии, Таллине, в 2012 году была также учреждена должность муниципального омбудсмена.